# Alyssum moellendorfianum
Alyssum moellendorfianum är en korsblommig växtart som beskrevs av Paul Friedrich August Ascherson och Günther von Mannagetta und Lërchenau Beck. Alyssum moellendorfianum ingår i släktet stenörter, och familjen korsblommiga växter. Inga underarter finns listade i Catalogue of Life.

## Bildgalleri

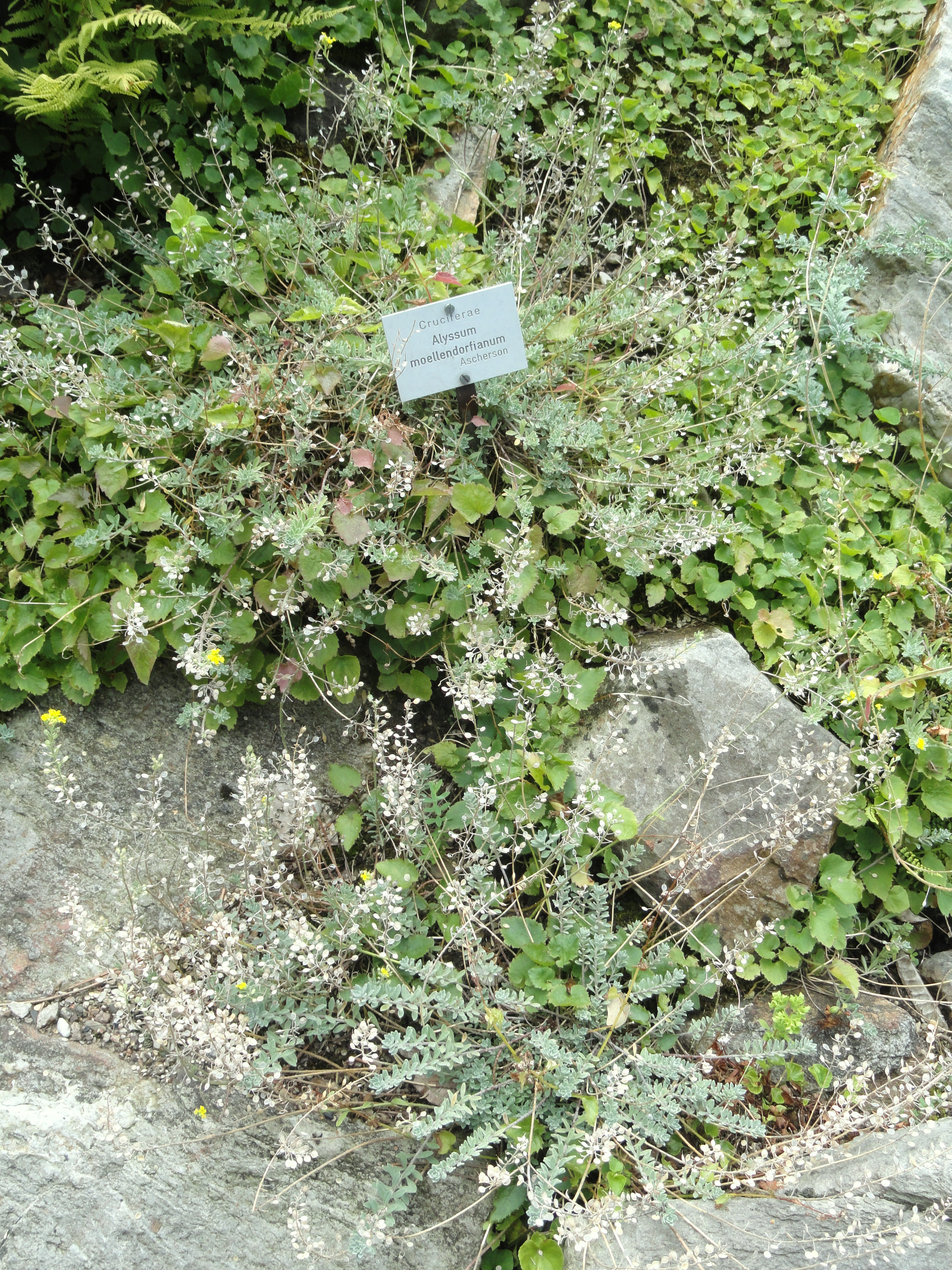